# هيذر تايلور
هيذر تايلور هي كاتبة سيناريو ومخرجة كندية، ولدت في 9 سبتمبر 1977 في كندا.

## وصلات خارجية
- الموقع الرسمي
- هيذر تايلور على موقع IMDb (الإنجليزية)
- هيذر تايلور على موقع ألو سيني (الفرنسية)
- هيذر تايلور على موقع ميوزك برينز (الإنجليزية)
- هيذر تايلور على موقع أول موفي (الإنجليزية)
- هيذر تايلور على موقع قاعدة بيانات الفيلم (الإنجليزية)
- هيذر تايلور على موقع كينوبويسك (الروسية)